# Новосілля (фільм, 1973)
«Новосілля» (інша назва: «Хроніка подільського села») — радянський художній фільм 1973 року режисера Василя Ілляшенка, за романом Володимира Бабляка «Жванчик».

## Сюжет
Через долі героїв фільм розповідає про життя подільського села за роки радянської влади — колективізації в селі, де кожен споконвіку звик працювати тільки на своє господарство, про воєнні роки, коли багато тихих людей проявляли дива героїзму, а загальні улюбленці ставали нацистськими маріонетками, про післявоєнне підняття зруйнованого ворогами господарства.

## У ролях
- Тамара Кротова —  Мотрина Кордонська
- Іван Гаврилюк —  Сильвестр
- Микола Гринько —  Филимон
- Людмила Гнилова —  Варвара
- Аркадій Гашинський —  Кірус
- Ірина Шевчук —  Стася, дочка Кіруса
- Богдан Ступка —  Данько
- Василь Симчич —  Матей Діброва
- Дмитро Капка —  Федір Степанович, батько Варвари
- Василь Фущич —  епізод
- Володимир Шакало —  комірник
- Віктор Черняков —  Кушнір, поліцай
- Микола Сектименко —  військовополонений
- Анатолій Пєсков —  епізод
- Борис Болдиревський —  епізод
- Маргарита Кавка —  епізод
- Євген Гвоздьов —  епізод
- Іван Матвєєв —  епізод
- Людмила Сосюра —  Наташка
- Вилорий Пащенко —  Кірус
- Неоніла Гнеповська —  дружина Кіруса

## Знімальна група
- Режисер — Василь Ілляшенко
- Сценарист — Віктор Говяда
- Оператор — Юрій Гармаш
- Композитор — Олександр Білаш
- Художники — Юрій Муллер, Григорій Павленко